# Yang Liwei
Yáng Lìwěi (kinesisk: 杨利伟, født 21. juni 1965) er en kinesisk militærpilot og taikonaut. Han var den første mand det kinesiske rumprogram sendte i rummet og hans mission Shenzhou 5 gjorde Kina til den tredje nation i verden, der på egen hånd har sendt en mand i rummet.

## Rumfærder
- Shenzhou 5 – Kinas første bemandede rumfærd (21 timer, 22 minutter, 45 sekunder)

1. ↑  Navnet er anført på bokmål og stammer fra Wikidata hvor navnet endnu ikke findes på dansk.